# Crkva sv. Mihovila Arkanđela u Vukšiću
Crkva sv. Mihovila Arkanđela najstariji je sakralni objekt u selu Vukšić (Benkovac), Zadarska županija. Sagrađena je 1663. godine na temeljima istoimene stare crkve iz 12. ili 13. stoljeća. 

## Povijest
Pretpostavlja se da je današnja crkva sv. Mihovila Arkanđela u Vukšiću sagrađena na mjestu nekadašnje starohrvatske ili predromaničke crkve koja je iz nepoznatog razloga uništena. Spomenuta starohrvatska ili predromanička crkva vjerojatno je imala oblu apsidu i bačvasti svod, a prema određenim arheološkim istraživanjima i stručnim analizama datirala je u 13. stoljeće, kako bilježi Hrvatski leksikon. Od nje je do danas ostao sačuvan samo prezbiterij (svetište).

### Nakon turskih osvajanja
Nakon pada utvrde Ostrovica pod tursku vlast 1523. godine, pala su i okolna mjesta, uključujući i selo Vukšić. Franjevci su tada prihvatili pastorizaciju preostalog stanovništva koje nije pobjeglo pred Turcima. Nakon oslobođenja od turske vlasti polovicom 17. st., župu uz postojeće, naseljava novo stanovništvo.
Za pretpostaviti je kako je današnja crkva sv. Mihovila Arkanđela sagrađena za potrebe bogoslužja novopridošlom stanovništvu. Prema Šematizmu, sagrađena je 1663. godine, a do 1735. godine bila je župna crkva. Te godine osnovana je nova župa Vukšić-Lišane, stoga je sjedište župe premješteno u Lišane Ostrovičke. Unatoč premještanju sjedišta, sv. Mihovil ostao je i dalje titular župe.
Novoosnovana Župa sv. Mihovila (1735. – danas) obuhvaćala je, i još uvijek obuhvaća, sljedeća naselja: Lišane Ostrovičke (crkva sv. Nikole Tavelića), Vukšić (crkva sv. Mihovila Arkanđela i crkva sv. Kate), Bulić (crkva sv. Antuna Pustinjaka), Ostrovicu (crkva sv. Ante Padovanskog) te Prović. Župa je teritorijalno pripadala Skradinskoj biskupiji sve do njezina ukinuća 1828. godine. Nakon toga potpala je pod jurisdikciju Šibenske biskupije.
Crkva sv. Mihovila Arkanđela nekada je imala veliki barokni drveni oltar iz 18. stoljeća, bogato ukrašen. Na oltaru se nalazila slika sv. Mihovila uz sv. Nikolu i sv. Antu, a iznad njih bio je Bog Otac, Duh Sveti i Gospa s Djetetom. U crkvi se nalazilo i staro drveno raspelo.
Obnovljena je 1923. godine, a temeljito popravljena 1972. godine.

### Domovinski rat
U Domovinskom ratu, točnije 27. rujna 1991., dva dana prije samog blagdana sv. Mihovila (Mihaela), srpski teroristi okupirali su selo Vukšić, protjerali stanovništvo, opljačkali i zapalili crkvu sv. Mihovila, a preostale dvije mjesne crkve (novu i staru crkvu sv. Kate) minirali. Odnijeli su i sva zvona s crkava.

### Nakon Domovinskog rata
Zahvaljujući vrijednim mještanima, crkva je 1996. u potpunosti obnovljena, a 2008. dobila je i nova zvona. Danas je ona spomenik kulture, te kao takva simbol višestoljetne odanosti vukšićkog puka katoličkoj vjeri i Katoličkoj Crkvi.

## Župne matice
Župne matice koje su se vodile do prije Drugog svjetskog rata nisu sačuvane. Uništili su ih partizana u namjeri da se zatre sve što je katoličko i hrvatsko na tom području. U arhivu Franjevačkog samostana Gospe od Anđela na Visovcu djelomično su sačuvane matice za mjesta Vukšić, Polača i Krković iz razdoblja 1715. – 1718. (Knjige 119 – 124).

## Groblje uz crkvu
Oko crkve se nalazi katoličko groblje, mahom pokojnih mještana sela Vukšić i Prović. Jedan dio groblja izdvojen je za pokojnike koji su bili pravoslavne vjeroispovijesti. Prije Domovinskog rata nije bila rijetkost da zvona crkve sv. Mihovila zvone i na pravoslavnim sprovodima.
Nakon rata, uz groblje je sagrađena i ispraćajnica, te je podignut i centralni križ u spomen na poginule mještane sela Vukšić.

## Tradicijsko crkveno pučko pjevanje
Tradicijski crkveni pučki napjevi koji se izvode na području župe sastavni su dio liturgijskih slavlja koja se redovito odvijaju u crkvi sv. Mihovila. Njih je puk, s braćom franjevcima Franjevačke provincije Presvetog Otkupitelja, stoljećima stvarao i prenosio na mlađe generacije usmenom predajom. U narodu se za tako pjevanu misu uvriježio naziv „vukšićka misa”.
Osim na području župe sv. Mihovila, slični napjevi izvode se i u susjednim župama (Stankovci, Vrana i Polača), te u još nekim mjestima Ravnih kotara i Dalmatinske zagore.
Danas su ti napjevi pravo bogatstvo pomno očuvane franjevačke i pučke liturgijsko-glazbene baštine.